# François de Narbonne-Lara
François de Narbonne-Lara, né dans le  diocèse de Condom vers 1720 et mort à Rome le 12 novembre 1792, est un ecclésiastique français qui fut évêque de Gap, puis évêque d'Évreux.

## Biographie
François de Narbonne-Lara nait au château d'Aubiac dans le diocèse de Condom. Il est le fils de François de Narbonne-Lara (né en 1683 - mort à Aubiac le 10 avril 1750, seigneur de Birac et d'Aubiac, et de sa seconde épouse Angélique-Olympe de Goth, de la famille du pape Clément V. Il est le frère de Jean-François de Narbonne-Lara (né à Aubiac le 27 décembre 1718, et mort à Agen le 12 août 1806 où il habitait dans l'hôtel Lacépède depuis 1801), comte de Narbonne-Lara, puis duc de Narbonne-Lara en 1780, maréchal des camps et armées du Roi, gentilhomme de l'infant-duc de Parme, Plaisance et Guastalla en 1758 et commandant dans le Haut-Languedoc, le beau-frère de Françoise de Chalus et l'oncle paternel de Philippe de Narbonne-Lara (1750-1834) et Louis Marie de Narbonne-Lara (1755-1813).
Abbé commendataire de Saint-Michel de Pessan dans le diocèse d'Auch, François de Narbonne-Lara est vicaire général du diocèse d'Agen. Il est nommé évêque de Gap le 20 février 1764 et consacré le 25 mars suivant par Jean-Baptiste du Plessis d'Argentré, évêque de Sées. En 1770 il devient l'aumônier de Mesdames de France Victoire et Sophie, deux filles du roi Louis XV.
Il résigne son évêché le 14 janvier 1774 après avoir été désigné par le roi comme évêque d'Évreux le 15 décembre précédent avec 30 000 livres de rente annuelle. En 1791, Il eut Roch-Étienne de Vichy, aumônier de Marie-Antoinette, pour vicaire général. Lors de la révolution française, il refuse de prêter serment à la constitution civile du clergé et émigre en même temps que Mesdames de France, les filles de Louis XV dont il était l'aumônier. Il se retire d'abord à Tournai en juin 1791, puis en Bavière. Il meurt à Rome en 1792.

### Source
- (en) Bishop François de Narbonne-Lara, sur Catholic Hierarchy.org